# Белка (приток Полы)
Бе́лка — река в России, протекает по Марёвскому району Новгородской области. Устье реки находится у деревни Новая Русса Молвотицкого сельского поселения в 172 км по правому берегу реки Пола. Длина реки составляет 15 км.
Исток реки находится на территории прежнего Липьевского сельского поселения. У истоков стоят деревни Липье, Шинково, Ольшанка. Ниже река протекает между деревнями Смыково и Поленовщина. Дальше до устья река течёт по территории Молвотицкого сельского поселения, у устья на правом берегу Белки стоит деревня Новая Русса.
Система водного объекта: Пола → Ильмень → Волхов → Ладожское озеро → Нева → Балтийское море.

## Данные водного реестра
По данным государственного водного реестра России относится к Балтийскому бассейновому округу, водохозяйственный участок реки — Ловать и Пола, речной подбассейн реки — Волхов. Относится к речному бассейну реки Нева (включая бассейны рек Онежского и Ладожского озера).
По данным геоинформационной системы водохозяйственного районирования территории РФ, подготовленной Федеральным агентством водных ресурсов:
- Код водного объекта в государственном водном реестре — 01040200312102000021922
- Код по гидрологической изученности (ГИ) — 102002192
- Код бассейна — 01.04.02.003
- Номер тома по ГИ — 2
- Выпуск по ГИ — 0